# Leioproctus gallipes
Leioproctus gallipes är en biart som först beskrevs av Cockerell 1913.  Leioproctus gallipes ingår i släktet Leioproctus och familjen korttungebin. Inga underarter finns listade i Catalogue of Life.

## Bildgalleri

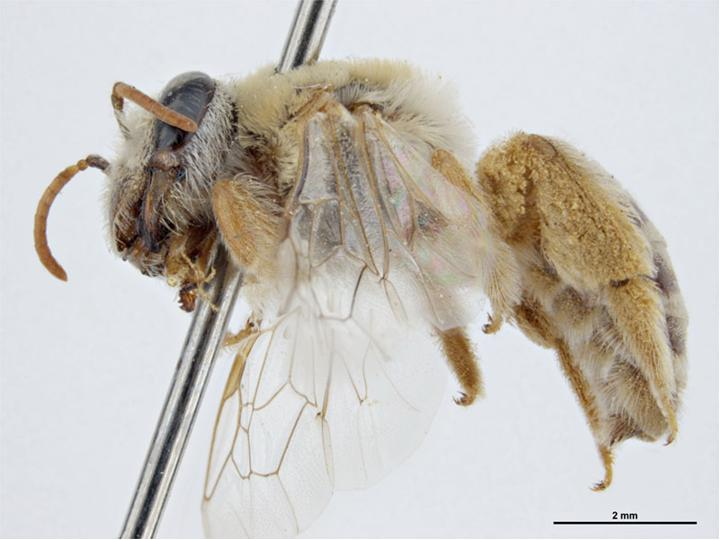
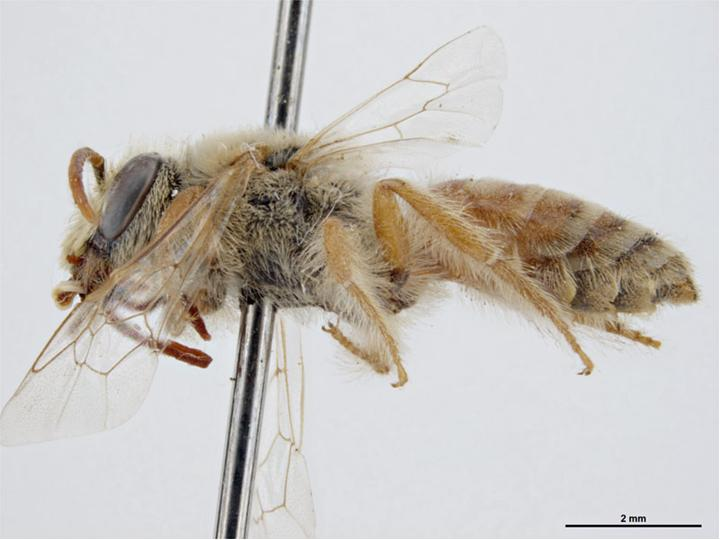